# Zaboreczno
Zaboreczno – wieś w Polsce położona w województwie lubelskim, w powiecie tomaszowskim, w gminie Krynice.
W latach 1975–1998 miejscowość administracyjnie należała do województwa zamojskiego.
Wieś jest sołectwem w gminie Krynice. Według Narodowego Spisu Powszechnego z roku 2011 wieś liczyła 91 mieszkańców.
Wierni Kościoła rzymskokatolickiego należą do parafii Nawiedzenia Najświętszej Maryi Panny w Krasnobrodzie.

## Historia
Zaboreczno dziś wieś, w wieku XIX wymieniona była jako osada nad jeziorem Krynice.

W 1943 roku pod Zaborecznem stoczona została bitwa pomiędzy oddziałami Batalionów Chłopskich dowodzonymi przez majora Franciszka Bartłomowicza ps. „Grzmot” a oddziałami niemieckimi. Niemcy ponieśli w bitwie znaczne straty, zarówno w ludziach, jak i w sprzęcie, podczas gdy po stronie partyzantów strat nie było. Bitwa była wielkim zwycięstwem BCh, przeszkodziła Niemcom w operacji wysiedlania Zamojszczyzny. Po wojnie wybudowano pomnik upamiętniający bitwę.